# Elmar Ledergerber

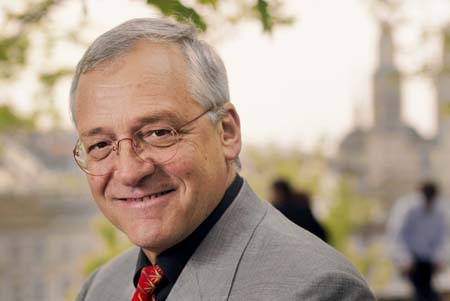
Elmar Ledergerber

Elmar Ledergerber (* 4. April 1944 in Engelberg; heimatberechtigt in Andwil SG und Zürich) ist ein Schweizer Politiker (SP). Er war von 2002 bis 2009 Stadtpräsident von Zürich.

## Studium
Ledergerber studierte ab 1965 an der Universität Freiburg, wo er 1968 mit einem Lizentiat in Geschichte (lic.phil I) abschloss. Von 1968 bis 1971 studierte er an der HSG Aussenwirtschafts-Ökonomie. 1979 wurde er an der HSG zum Dr. oec. HSG promoviert.

## Politik

Elmar Ledergerber (1987)

Ledergerber war von 1979 bis 1987 im Zürcher Kantonsrat und von 1987 bis 1998 Mitglied des Nationalrates. Er gehörte von Ende 1995 bis Anfangs 1998 den nationalrätlichen Kommissionen für Verkehr und Fernmeldewesen (KVF-NR) bzw. für Wirtschaft und Abgaben (WAK-NR) an. 1998 wurde er als Vorsteher des Hochbaudepartementes in den Zürcher Stadtrat gewählt. 2002 wurde er schliesslich als Nachfolger von Josef Estermann zum Stadtpräsidenten gewählt und 2006 in diesem Amt bestätigt. Ab 2000 war Ledergerber Delegierter des Stadtrats im Verwaltungsrat des Flughafens Zürich, den Verwaltungsrat verliess er 2011. Am 22. Oktober 2008 gab er seinen Rücktritt als Stadtpräsident aus familiären Gründen auf Frühling 2009 bekannt.
2007 wurde Ledergerber zum Ritter der französischen Ehrenlegion ernannt. Von 2009 bis 2015 war er Präsident von Zürich Tourismus. Am 17. Mai 2010 sprach er sich in seiner Kolumne bei Radio Suisse Romande für einen Boykott Israels und gegen dessen Aufnahme in die OECD aus. Als Nachfolger von Peter Arbenz wurde Ledergerber 2012 zum Präsidenten der Entwicklungsorganisation Helvetas Swiss Intercooperation gewählt. Das Amt gab er 2018 an die frühere Grünen-Nationalrätin Therese Frösch ab.

## Privates
Elmar Ledergerber wohnt seit 1985 in Wiedikon. Er hat eine Tochter und zwei Söhne.